# Tilen Finkšt
Tilen Finkšt (6 juli 1997) is een Sloveens wielrenner.

## Carrière
Als junior werd Finkšt in 2015 nationaal kampioen op de weg, voor Gorazd Per en Žiga Horvat. Een jaar later maakte hij, als eerstejaars belofte, de overstap naar Radenska Ljubljana.
In 2022 maakte Finkšt de overstap naar Adria Mobil. Namens die ploeg werd hij in maart van dat jaar vierde in de Trofej Poreč. Later dat jaar werd hij onder meer tweede in de GP Gorenjska, vierde in de  wegwedstrijd op de Middellandse Zeespelen en derde in de GP Kranj. In maart 2023 won hij de slotrit in de Istrian Spring Trophy en de GP Adria Mobil. In augustus van dat jaar was hij de snelste in de proloog van de Ronde van Bulgarije. De leiderstrui die hij daaraan overhield raakte hij een dag later kwijt aan Filippo Fortin. Begin 2024 werd hij derde in de GP Goriška & Vipava Valley, achter Mattia Negrente en Lorenzo Conforti.

## Overwinningen
2015
 Sloveens kampioen op de weg, Junioren
2023
3e etappe Istrian Spring Trophy
GP Adria Mobil
Proloog Ronde van Bulgarije
2024
Visegrad 4 Bicycle Race

## Ploegen
- 2016 –  Radenska Ljubljana
- 2017 –  ROG-Ljubljana
- 2018 –  Ljubljana Gusto Xaurum
- 2019 –  Ljubljana Gusto Santic
- 2020 –  Ljubljana Gusto Santic
- 2021 –  Ljubljana Gusto Santic
- 2022 –  Adria Mobil
- 2023 –  Adria Mobil
- 2024 –  Adria Mobil
- 2025 –  Adria Mobil

Andrejaš · Finkšt · Jenko · Jerkič · Korošec · Maltar · Miškulin · Penko · Ručigaj · Sever
Andrejaš · Finkšt · Grošelj · Jerman · Merčun · Penko · Pogačar · Prah · Ručigaj
Cizelj · Debevec · Finkšt · Grošelj · Guy · Hill · Huang · Jerman · Lu · Nishi · Penko · Pogačar · Potočki · Prah · Ručigaj